# Yvon Gauthier
Pour les articles homonymes, voir Gauthier.
Yvon Gauthier (né en 1941 à Drummondville) est un philosophe québécois spécialiste d'épistémologie, de logique et de philosophie des sciences. Il est décédé à Montréal le 13 mai 2022.

## Biographie
Formé à l'Université de Montréal (maîtrise) et à l'Université de Heidelberg (doctorat), il a soutenu une thèse sous la direction de Hans-Georg Gadamer en 1966. Il a été attaché de recherche en mathématiques à l'Université de la Californie à Berkeley en 1972 et à l'Institut de mathématiques (LOMI) de l'Université de Léningrad en 1986. Il a enseigné au séminaire de Saint-Hyacinthe en 1962-1963, à l'Université de Sudbury en 1966-1972, à l'Université de Toronto en 1972-1973, puis à l'Université de Montréal à partir de 1973. Il était professeur honoraire de cette même université, après y avoir été professeur titulaire de 1976 à 2015.

## Travaux
Défenseur du constructivisme en logique, en mathématiques, en physique théorique et en philosophie des sciences, il a caractérisé la logique de Hegel comme étant une « syllogistique dynamique », avec la notion de double négation non classique comme moteur de la dialectique. On lui doit la traduction du concept hégélien d'Aufhebung, qu'il a suggéré de rendre par « sursomption », suggestion qui a été retenue entre autres par Jarczyk et Labarrière dans leur traduction de la Phénoménologie de l'Esprit et de la Science de la Logique. Après un essai de caractérisation de la logique hégélienne comme "logique combinatoire générative ", le projet de formalisation de la logique dialectique a été abandonné au profit d'une analyse de la double négation (negatio duplex ou doppelte Negation) comme moteur d'inférence de la sursomption. C'est en effet le procès de la sursomption qui permet de passer d'une figure de la conscience à une autre dans la Phénoménologie de l'Esprit ou qui assure l'enchainement des concepts dans la Science de la Logique. Or cette double négation a des affinités avec la double négation de la logique intuitionniste, puisque la double négation "non non a " ne redonne pas l'assertion initiale, mais produit une nouvelle assertion b à un stade supérieur du procès dialectique. C'est la négation locale ou déterminée (die bestimmte Negation ) qui propulse cette dialectique à trois ou quatre temps: assertion -- négation -- négation de la négation -- nouvelle assertion.  En d'autres mots, la logique dialectique n'est pas une logique booléenne où l'on a "non non a = a". Si la logique hégélienne demeure une logiqque syllogistique, elle n'est pas statique comme la syllogistique traditionnelle, mais dynamique puisqu'elle génère les figures dans la progression de la conscience  et qu'elle anime la procession des concepts de la logique ontologique ou onto-logique de Hegel dont le terme ultime est l'Idée Absolue dans le système total du "Cercle des Cercles" (Kreis von Kreisen). On peut bien à la fin délester le système hégélien de sa surcharge métaphysique (Idée Absolue, Savoir Absolu, Esprit Absolu) au profit d'une analyse conceptuelle des dialectiques concrètes.     
Dans le domaine des fondements de la physique, il a introduit la notion d'observateur local en mécanique quantique. Il a proposé une formulation mathématique de cette notion dans le formalisme de l'espace de Hilbert de la mécanique quantique (voir l'article de 1983 "Quantum  Mechanics and the Local Observer" dans International Journal of Theoretical Physics (vol. 22, no.12 : 1141-1152). La théorie de l'interaction entre système observé et système observateur  avait été amorcée dans son article de 1971 "The Use of the Axiomatic Method in Quantum Physics" dans Philosophy of Science (vol. 38: 429-437), a été reprise dans son ouvrage de 1992 La logique interne des théories physiques (Paris-Montréal, Vrin/Bellarmin); la théorie est complétée dans l'article de 2017 "From the Local Observer in QM to the Fixed-Point Observer in GR" dans Advanced Studies in Theoretical Physics (vol. 11, no. 12: 687-707) dans lequel il insiste sur le rôle de l'observateur local comme informateur holographe dans la théorie récente de l'information quantique.L'observateur local  est seul capable de recueillir l'information stockée dans le système quantique observé du fait qu'il est le premier informé de l'information qu'il extrait du système observé en vertu de son statut d 'agent d'information dans le système observateur micro ou macrophysique. C'est en effet l'action d'observer dans toute expérience de mesure qui est à l'origine de l'interaction du système observateur et du système observé. Il s'agit donc ici d'une variante de l'interprétation de Copenhague (Bohr-Heisenberg) dans un esprit radicalement constructiviste.     
En  fondements des mathématiques, il a défini très tôt les domaines respectifs du constructivisme et du structuralisme dans un article de 1974 "Constructivisme et structuralisme dans les fondements des mathématiques" dans Philosophiques (vol.1, no.1: 83-105). En mathématiques constructivistes, il a introduit un nouveau quantificateur logique « effini » pour caractériser la suite illimitée des nombres naturels et les suites potentiellement infinies ou infiniment processives, comme les nommait le mathématicien intuitionniste Brouwer.Depuis les trente dernières années, ses travaux portent sur le constructivisme kroneckerien et la logique arithmétique. Son ouvrage de 2015Towards an Arithmetical Logic. Arithmetical Foundations of Logic (Birkhäuser/Springer) constitue la synthèse de ses travaux sur la logique arithmétique, c'est-à-dire la logique interne de l'arithmétique. La logique arithmétique ou logique polynomiale modulaire est la logique du contenu arithmétique pour l'arithmétique ou théorie des nombres classique et du contenu polynomial pour l'arithmétique générale de Kronecker; elle consiste en une traduction des constantes logiques en arithmétique modulaire tout en combinant la descente infinie de Fermat en théorie des nombres et la théorie des formes ou polynômes homogènes de l'arithmétique générale de Kronecker pour obtenir une preuve syntaxique de la consistance interne de l'arithmétique F-K (pour Fermat-Kronecker). Cette arithmétique est opposée à l'arithmétique de Peano, puisque la descente infinie comme méthode finitaire est substituée au postulat d'induction infinitaire de l'arithmétique ensembliste de Dedekind-Peano. L'arithmétique de Fermat-Kronecker est donc autoconsistante dans la perspective du programme fondationnel constructiviste.

## Ouvrages
- Passages à la limite et seuils critiques. Morceaux choisis/Selected Papers, 513 pages,Québec, PUL, 2020.
- Nouveaux Entretiens sur la pluralité des mondes, Québec-Paris, PUL-Hermann, 2018.
- Towards an Arithmetical Logic. Arithmetical Foundations of Logic, Birkhäuser/Springer, 2015.
- Logique arithmétique. L'arithmétisation de la logique, Québec, Presses de l'Université Laval, 2010.
- Hegel. Introduction à une lecture critique, Québec, Presses de l'Université Laval, 2010[4].
- Entre science et culture. Introduction à la philosophie des sciences, Montréal, Presses de l’Université de Montréal, 2005
- La logique du contenu. Sur la logique interne, Paris, L’Harmattan,  2004.
- Internal Logic. Foundations of Mathematics from Kronecker to Hilbert, Dordrecht, Kluwer "Synthese  Library", vol. 310, 2002
- Logique et fondements des mathématiques, Paris, Diderot "Concepts", 1997
- Logique interne. Modèles et applications, Paris/Montréal, Diderot/Modulo "Bibliothèque des sciences", 1997.
- La philosophie des sciences. Une introduction critique, Montréal, Presses de l’Université de Montréal, 1995
- La logique interne des théories physiques, Paris/Montréal, Vrin/Bellarmin "Analytiques",   1992
- De la logique interne, Paris, Vrin, 1991[6]
- Théorétiques. Pour une philosophie constructiviste des sciences, Longueuil, Le Préambule "Science et Théorie", 1982
- Méthodes et concepts de la logique formelle, Montréal, Presses de l’Université de Montréal, 1978, 2e éd., 1981
- Fondements des mathématiques. Introduction à une philosophie constructiviste, Montréal, Presses de l’Université de Montréal, 1976[7].
- L’arc et le cercle : l’essence du langage chez Hegel et Hölderlin, Bruxelles/Paris/Montréal, Desclée de Brouwer/Bellarmin, 1969.

## Articles récents
1. De la logique à l'arithmétique. Pourquoi des logiques et des mathématiques constructivistes? Dialogue, vol. 57. no.1 (mars 2018), p. 1-28.
2. De l'observateur local à l'observateur transcendantal. De Kant à Husserl aux fondements de la physique contemporaine, Philosophiques, vol. 46, numéro 1, p. 155-177.
3. The use of infinity in pure number theory and algebra, International Journal of Algebra, vol . 13. 2019, no. 1, p. 17-27.
4. From the Local Observer in QM to the Fixed-Point Observer in GR, Advanced Studies in Theoretical Physics, vol.11, 2017, no. 12, p. 687-707.
5. A General No-Cloning Theorem for an Infinite Multiverse, Reports on Mathematical Physics, vol. 72, (2013), no. 2, p. 191-199.
6. Kronecker in Contemporary Mathematics. General Arithmetic as a Foundational Programme. Reports on Mathematical Logic, vol. 48 (2013), p. 37-65.
7. Hermann Minkowski: From Geometry of Numbers to Physical Geometry, in Minkowski Spacetime: A Hundred Years Later, V. Petkov (ed.), Dordrecht, Springer (2010), p. 247-257.
8. Hilbert's Idea of a Physical Axiomatics: the Analytical Apparatus of Quantum Mechanics, Journal of Physical Axiomatics, vol. 2, (2010), p. 1-14.
9. Classical Function Theory and Applied Proof Theory, International Journal of Pure and Applied Mathematics, vol.56, no. 2 (2009), p. 223-233.
10. The Construction of Chaos Theory, Foundations of Science, vol. 14 (2009), p. 153-165.

## Distinction
- Remise de la Médaille du Collège de France le 15 avril 1982, sur la proposition du professeur Jules Vuillemin.

## Conférence et article
- Commentaires de Yvon Gauthier face à Bas van Fraassen: « Naturalisme, structuralisme, constructivisme », Conférences Hughes Leblanc, 2012.
- Yvon Gauthier (Compte-rendu d'ouvrage), « Luc Brisson et F. Walter Meyerstein : “Inventer l'univers. Le problème de la connaissance et les modèles cosmologiques”, éd. Les Belles Lettres, Paris, 1991 », Philosophiques, vol. 19, no 1,‎ printemps 1992 (lire en ligne [PDF])